# Žablje
Žablje so naselje v Mestni občini Kranj. 
Najbližje vasi so Čadovlje, Babni Vrt in Spodnja Bela. Skozi naselje teče potok Milka.